# کویت پرانتس
کویت پرانتس (استونیایی: Koit Prants؛ زادهٔ ۱۸ اکتبر ۱۹۶۱) سیاستمدار و نماینده سابق مجلس اهل استونی است.